# Kościół Przenajświętszej Trójcy w Krakowie
Kościół Przenajświętszej Trójcy – rzymskokatolicki kościół klasztorny trynitarzy znajdujący się w Krakowie, w dzielnicy XIII Podgórze, przy ulicy Łanowej 1, w Płaszowie.
Wspólnota krakowska składa się zarówno z ojców, braci, jak i osób przygotowujących się do kapłaństwa oraz życia braterskiego we wspólnocie zakonnej. Przełożonym wspólnoty krakowskiej jest Minister Domu.
Obok kościoła znajduje się budynek Wyższego Seminarium Duchownego trynitarzy.

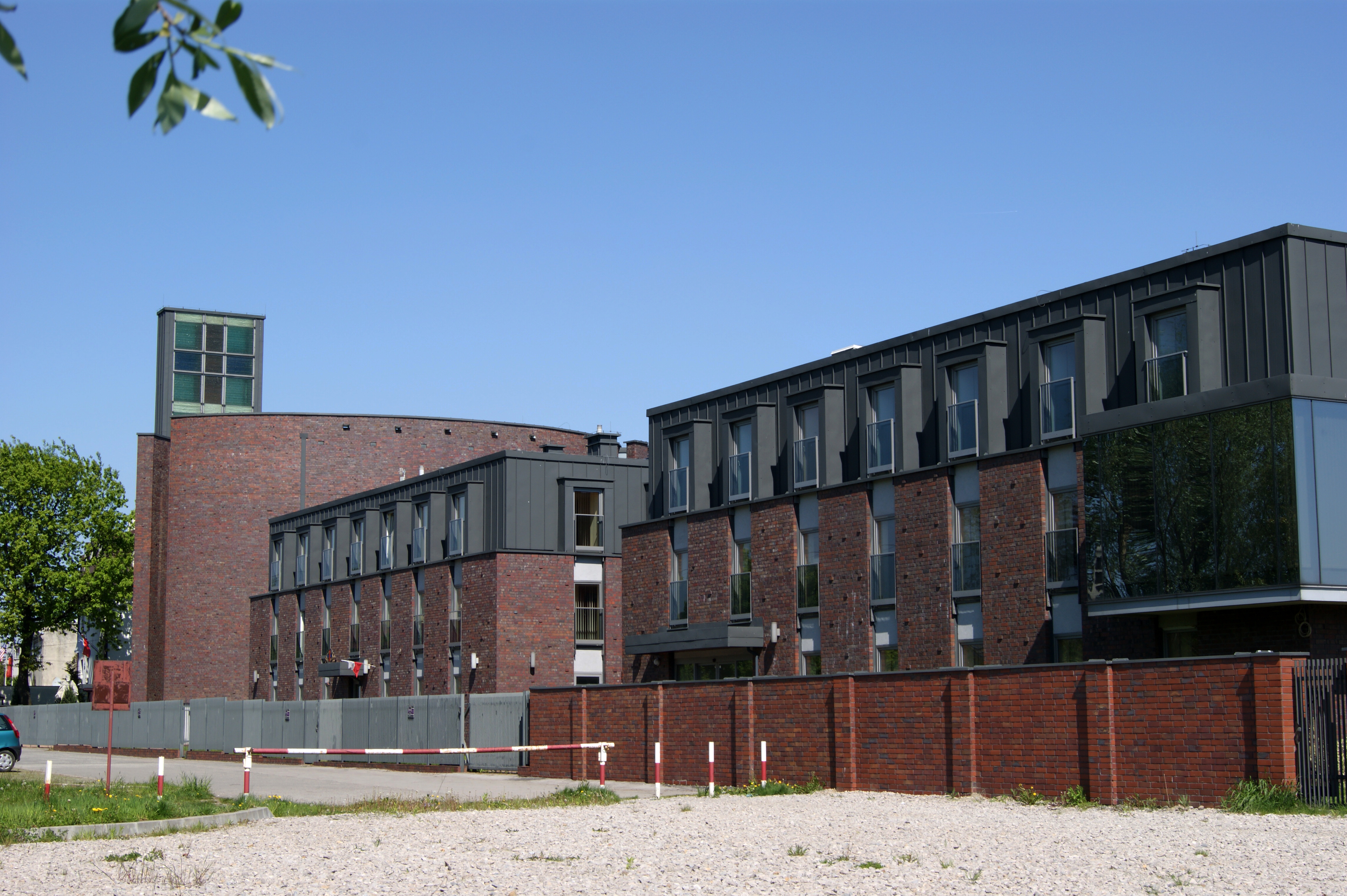
Klasztor trynitarzy
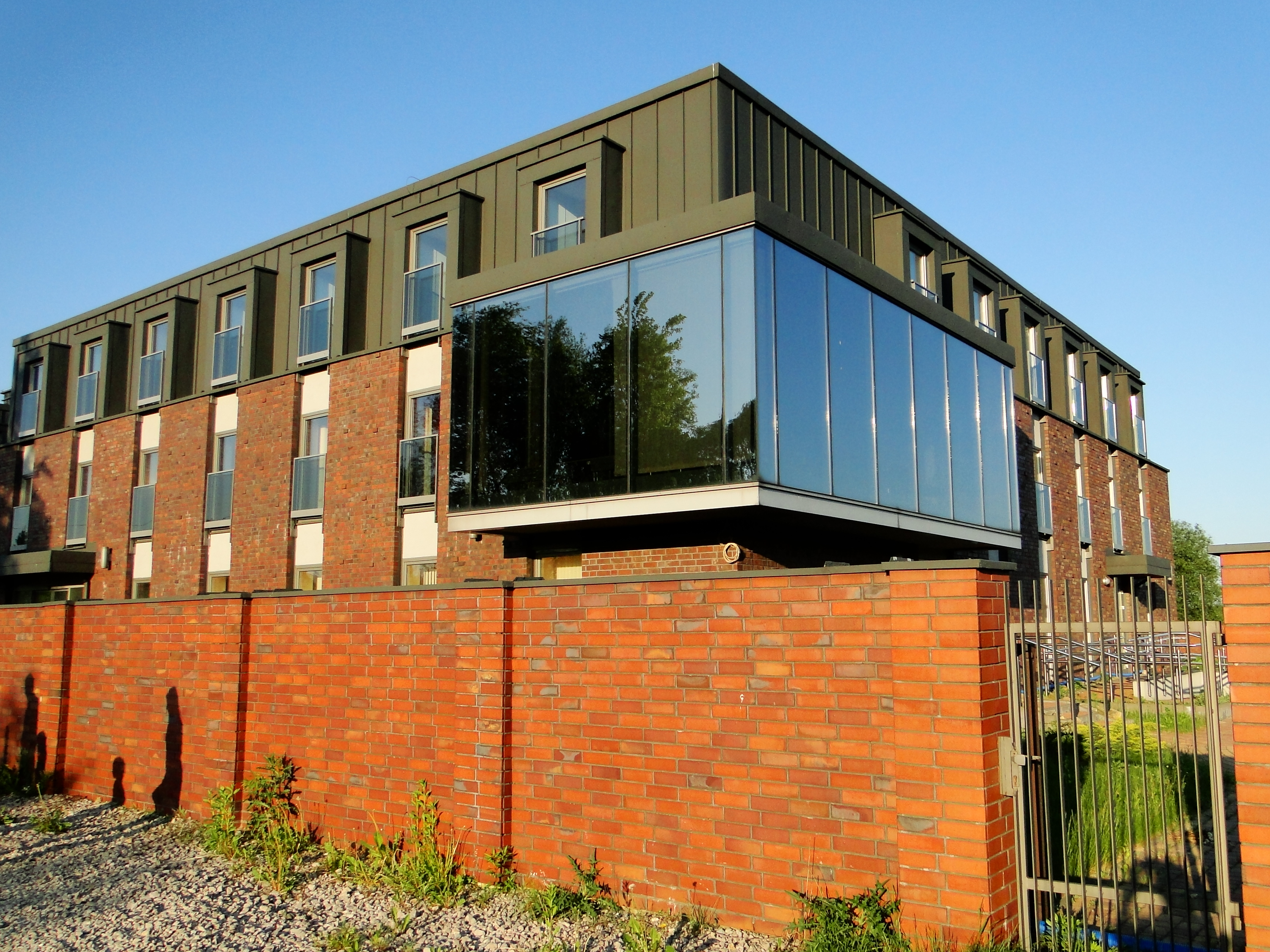
Klasztor trynitarzy